# Dungófürdő
Homoródkarácsonyfalva délkeleti határában, a Sóspatak völgyében fekszik Dungófürdő.

## Története
A Sós- és Csűz-patak között fekszik a Dungó-hegy, melynek délkeleti lejtőjén sós források törnek fel. A „gyeptőzegből kibugyogó fekete színezetű gyógyforrást, amely az esős időt megzavarodásával jelöli s így a lakósságnak időjelzőül szolgál”, Orbán Balázs említi először az irodalomban. A forrásokról 1913-ban feljegyezték, hogy az itt található metángáz két méter magasságban lövelli fel a meleg vizet.
Valószínűleg már a 19. század közepétől működött itt egy kezdetleges fürdő, melyet később az 1900-as évek elején kezdtek el fejleszteni. Az első első deszkaépületet 1911-ben emelték a fürdő területén. Az egyre látogatottabb fürdő vizét Wass Albert oklándi gyógyszerész elemezteti dr. Ruzitska Béla egyetemi tanárral. 1923-ban javításokat eszközöltek a fürdőn. Bányai János 1932-ben röviden ismerteti Dungófürdőt: „A forrás a többi erdélyi primitív fürdőhöz hasonlóan deszkamedencében foglalva egy pár vetkező kabinnal van befoglalva s a környékbelieknek kedvenc kirándulóhelye lett.” A területen 1954-től meleg fürdő működött. 1974-ben dr. Szűcs Károly ismerteti az akkori állapotokat: „Szerény téglaépület ad helyet a 4 káddal működő fürdőnek, melynek meleg vízzel való ellátását egy nyugalmazott cséplő gőzgép szolgáltatja. A fürdőt egy, a néptanács alkalmazásában levő személy látja el. Létezik még egy kis méretű szabadtéri medence. De ez fürdőzésre kevésbé alkalmas.” 
A helyiek által kedvelt fürdő az 1977-es földrengés következtében maradandó károkat szenvedett, hosszú ideig feledésbe merült. Helyi kezdeményezésre a település 2006–2007-ben kapcsolódott a Székelyföldi Fürdőépítő Kalákához, melynek következtében újjáéledt Dungófürdő. A készítők egy 2x3 méteres szabadtéri medencét alakítottak ki a területen, melyet öltözővel és filagóriával láttak el. A medence fölött alakították ki a fakeretbe foglalt ivókutat. A fürdőn készült egy lábáztató is, valamint egy Dagonyázó vagy Bivalyferedőként ismert hatszögű iszapfürdő. Sajnos a fából készített, környezetbarát építmény mára már tönkrement, felújításra szorul. 
Homoródkarácsonyfalva területén, helyi lakosok 2011-ben „Bázis” néven egy 50x8 méteres természetes és egy 10x4 méteres deszkával bélelt úszómedencét létesítettek, melyet a nagy hozamú sós forrás vize táplál.

## Jellegzetessége
Dungófürdő forrásai enyhén kénes, nátrium-klorid típusúak. 

## Gyógyhatása
Dungófürdőn feltörő sós források vizét külsőleg mozgásszervi, nőgyógyászati panaszok kezelésére, belsőleg emésztőszervi betegségek enyhítésére ajánlják.